# Jack Dempsey
William Harrison Dempsey, známý jako Jack Dempsey nebo The Manassa Mauler (24. června 1895 Manassa – 31. května 1983 New York), byl americký profesionální boxer, mistr světa v těžké váze v letech 1919–1926. Během kariéry vybojoval 83 zápasů, z toho 65 vyhrál (51 knockoutem).
Pocházel z chudé mormonské rodiny, pracoval jako přístavní nakladač a od roku 1914 si začal přivydělávat boxováním. Jméno Jack začal používat podle tehdy populárního boxera Jacka Nonpareila Dempseyho. Prosadil se bojovností a taktickou vyspělostí, jeho silnou zbraní byl levý hák. Po vítězství nad Gunboatem Smithem se stal vyzyvatelem mistra světa Jesse Willarda a zápas konaný 4. července 1919 v Toledu vyhrál technickým K.O. ve třetím kole. Willard utrpěl zlomeninu čelisti, jeho manažer později Dempseyho obvinil, že použil kovové výztuže v rukavicích, ale toto tvrzení se neprokázalo.
Dempsey obhájil titul mistra světa v pěti zápasech. Nejsledovanější z nich byl „zápas století“ s Francouzem Georgem Carpentierem, leteckým esem první světové války a mistrem světa lehkotěžké váhy. Zápas se konal 2. července 1921 v Jersey City a byl prvním boxerským zápasem historie, jehož výnos překročil hranici milionu dolarů. Dempsey uplatnil svoji váhovou převahu a po jasném průběhu protivníka knokautoval ve čtvrtém kole. Knokautem vyhrál také o dva roky později nad dalším vyzyvatelem, Luisem Ángelem Firpem z Argentiny.
O titul světového šampióna přišel Dempsey 23. září 1923, když ve Filadelfii prohrál s Genem Tunneym na body před rekordní návštěvou více než sto dvaceti tisíc diváků. O rok později se konala odveta, v níž také po deseti nerozhodných kolech vyhlásili rozhodčí vítězem Tunneyho. Utkání je známé jako The Long Count Fight, protože Dempsey poslal soupeře k zemi, ale rozhodčí odmítl odpočítat K.O., dokud se Demspey nevrátí do svého rohu ringu. Tím získal Tunney dostatek času, aby se z rány zotavil. Po tomto zápase ukončil Dempsey kariéru a nastoupil už jen k několika exhibičním zápasům.
Jack Dempsey byl jedním z nejlépe placených sportovců a celebritou Ameriky dvacátých let. Angažoval se v hnutí svobodných zednářů, byl ženatý s herečkami Estelle Taylorovou a Hannah Williamsovou, hrál ve filmu The Prizefighter and the Lady. Provozoval vlastní restauraci Jack Dempsey's Broadway Restaurant, za druhé světové války sloužil u pobřežní stráže. Vydal knihu o boxu Championship Fighting: Explosive Punching and Aggressive Defense.
V roce 1954 byl uveden do Mezinárodní boxerské síně slávy. Ryba kančík perleťový je pro svou agresivitu anglicky nazývána Jack Dempsey fish.